# 博雷尔-卡拉西奥多里定理
在复分析中，博雷尔-卡拉西奥多里定理（Borel-Carathéodory theorem）表明解析函数有一个用实部表示的上界。它是最大模原理的一个应用，以埃米尔·博雷尔与康斯坦丁·卡拉西奥多里命名。

## 定理陈述
设函数{\displaystyle f}在以原点为圆心以{\displaystyle R}为半径的闭圆盘上解析。假设{\displaystyle r<R}，则有以下不等式：
{\displaystyle \|f\|_{r}\leq {\frac {2r}{R-r}}\sup _{|z|\leq R}{\operatorname {Re} {f(z)}}+{\frac {R+r}{R-r}}|f(0)|}
其中左边的范数是{\displaystyle f}在闭圆盘上的最大值：
{\displaystyle \|f\|_{r}=\max _{|z|\leq r}{|f(z)|}=\max _{|z|=r}{|f(z)|}}

## 证明
定义{\displaystyle A=\sup _{|z|\leq R}{\operatorname {Re} {f(z)}}}。
首先设{\displaystyle f(0)=0}。由于{\displaystyle \operatorname {Re} {f}}是调和的，可以取{\displaystyle A>0}。{\displaystyle f}映到直线{\displaystyle x=A}左边的半平面{\displaystyle P}。我们想把这个半平面映到圆盘上，再用施瓦茨引理，得到所要的不等式。
{\displaystyle w\mapsto w/A-1}把{\displaystyle P}变成标准左半平面。{\displaystyle w\mapsto R(w+1)/(w-1)}把左半平面变成圆心在原点且半径为{\displaystyle R}的圆。它们的复合映射把0映成0，就是所需要的映射：
{\displaystyle w\mapsto {\frac {Rw}{w-2A}}}
对上面这个映射与{\displaystyle f}的复合使用施瓦茨引理，得到
{\displaystyle {\frac {|Rf(z)|}{|f(z)-2A|}}\leq |z|}
取{\displaystyle |z|<r}，上式变为
{\displaystyle R|f(z)|\leq r|f(z)-2A|\leq r|f(z)|+2Ar}
所以
{\displaystyle |f(z)|\leq {\frac {2Ar}{R-r}}}
对于一般的情况，考虑{\displaystyle f(z)-f(0)}
{\displaystyle {\begin{aligned}|f(z)|-|f(0)|&\leq |f(z)-f(0)|\\&\leq {\frac {2r}{R-r}}\sup _{|w|\leq R}{\operatorname {Re} {(f(w)-f(0))}}\\&\leq {\frac {2r}{R-r}}\left(\sup _{|w|\leq R}{\operatorname {Re} {f(w)}+|f(0)|}\right)\\\end{aligned}}}
整理后即得所要证明的不等式。